# Edifici de Correus i Telègrafs de Castelló
L'Oficina de Correus i Telègrafs de Castelló de la Plana és un edifici situat a la plaça d'Espanya, acabat de construir l'any 1932. És obra dels arquitectes Demetri Ribes i Joaquim Dicenta.
Té una ubicació estratègica dins la trama urbana de Castelló, amb l'avinguda Jaume I al sud i la plaça de Tetuán al nord. Aquesta implantació com a edifici exempt és reforçada pel seu volum de tres plantes amb els quatre cantons arrodonits, produint així una imatge unitària i contundent.
La construcció de l'edifici de correus de Castelló forma part d'una iniciativa estatal del 1909, amb el qual es pretenia dotar d'un nou edifici destinat a aquesta activitat a cadascuna de les capitals de província.

## Descripció

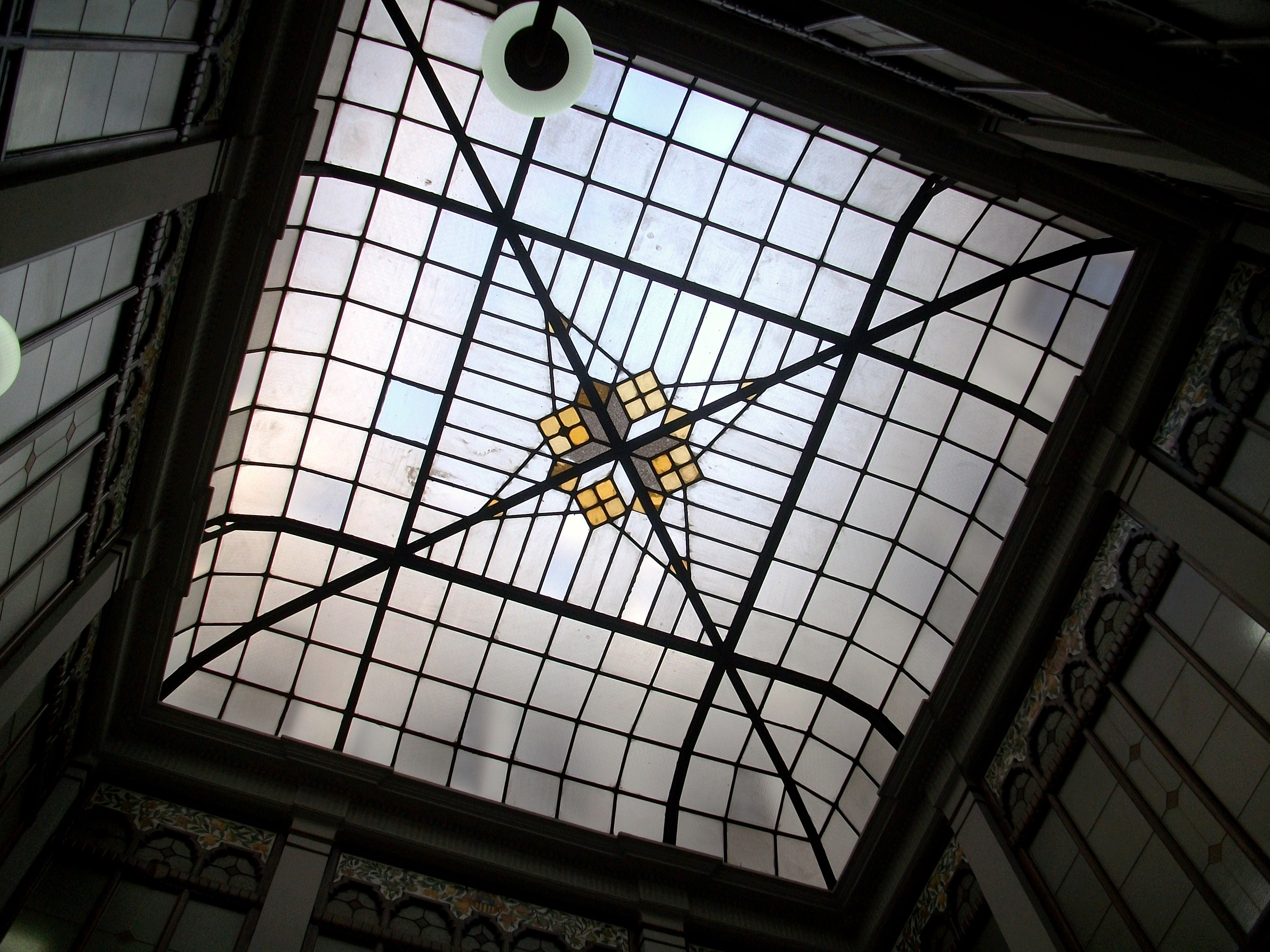
Sostre de l'edifici.

Ribes projectà (projecte que es remodelà posteriorment) un edifici de tres plantes; a la planta baixa, l'atenció al públic, la primera per a oficines i a la tercera habitatges. L'accés s'hi realitza des de les quatre façanes; a la façana principal l'accés del públic, a la de darrere el de la càrrega, i a les laterals l'entrada als habitatges i dels funcionaris.
El vestíbul públic és un pati cobert per una cristallera i on recauen les plantes superiors, i permet un espai de major altura i ben il·luminat zenitalment. L'accés a la primera planta d'oficines és selectiu: en un costat, junt al principal de l'edifici, hi ha una escala de quatre trams que condueix al corredor que envolta el pati, i als despatxos principals; l'altre, una de les escales laterals (hui amb ascensor), permet un accés directe del funcionariat des de l'exterior. De manera asimètrica a aquesta, una altra escala condueix a la segona planta on estan els habitatges.
La disposició en planta respira un cert classicisme, a causa de la simetria adoptada.
La composició de les façanes s'estructura en dos plans: el de l'alineació i el dels ressalts que emmarquen els cantons arrodonits i formen torrasses rematades amb alerons coberts de quatre aigües. La façana principal és de menor grandària que les laterals i està formada pel tram central d'entrada i dues torres laterals. A la façana, sobre el sòcol continu de pedra de Borriol, hi ha un sobresòcol que forma els muntants del portal d'entrada en arc de mig punt. El fust format per les plantes baixa i primera combina els paraments recoberts de pedra, imitant la maçoneria amb la rajola de cara vista que emmarca els buits. El remat n'és totalment de rajola de cara vista, i accentua així el caràcter arabitzant del conjunt, i es remata finalment amb esvelts pinacles de pedra.
Les façanes laterals són de major longitud, cosa que permet la seua articulació en tres trams: el central emmarcat amb torres i els laterals entre aquestes i els ressalts dels cantons. Aquesta composició produeix un efecte de senzillesa i menys bigarrat.